# Rutherfordium
Rutherfordium is een scheikundig element met symbool Rf en atoomnummer 104. Het is een vermoedelijk grijs of zilverkleurig overgangsmetaal.

## Ontdekking

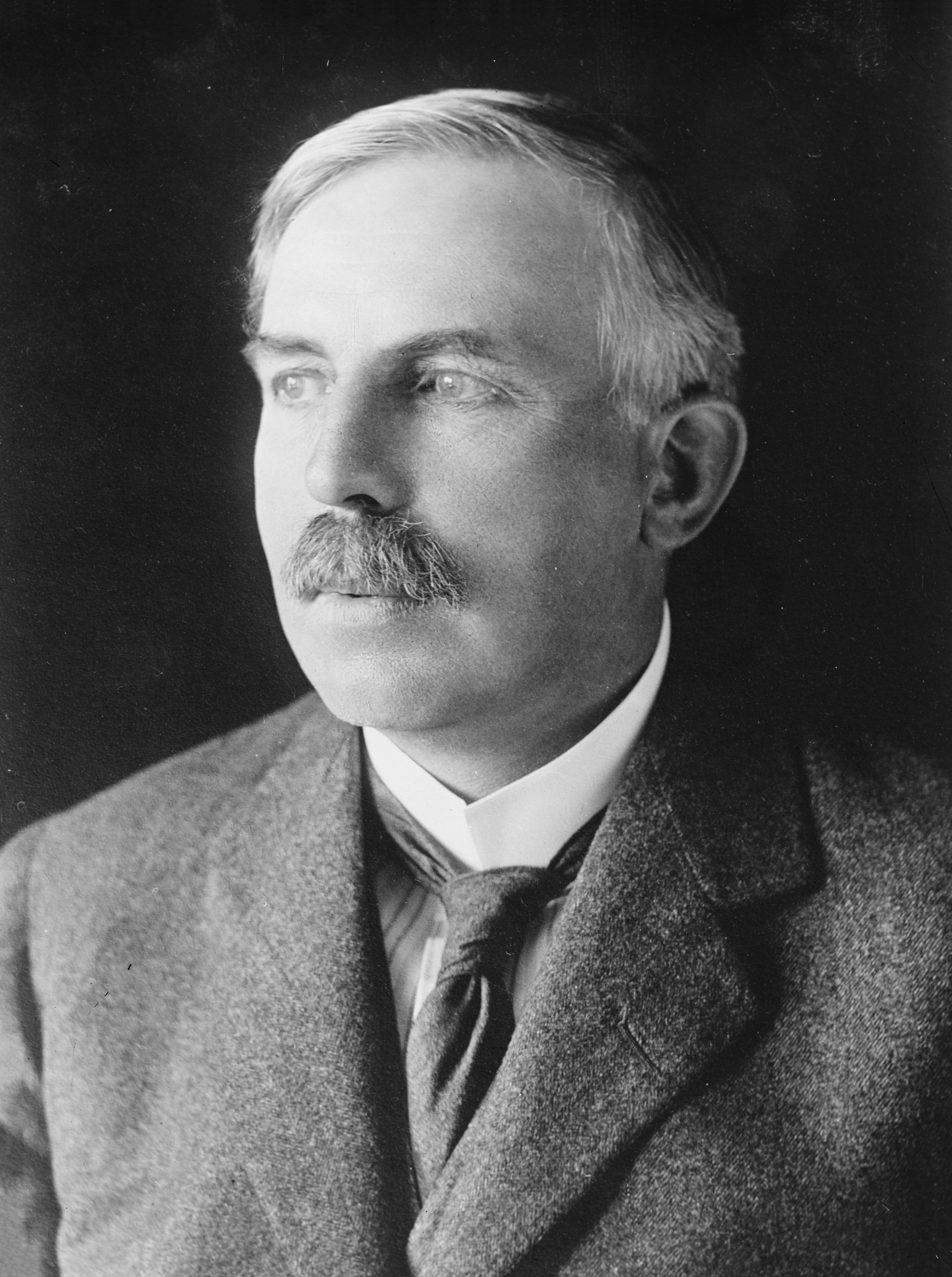
Ernest Rutherford

In 1964 is er door het Gezamenlijk Instituut voor Kernonderzoek in Doebna voor het eerst melding gemaakt van rutherfordium. Onderzoekers bombardeerden plutonium met versnelde neon-ionen. De Russische onderzoekers stelden Kurchatovium (naar Igor Koertsjatov) voor als naam voor het nieuwe element.
{\displaystyle {\ce {^{242}_{94}Pu + ^{22}_{10}Ne -> ^{260}_{104}Rf + 4^{1}_{0}n}}}
De door de Russische onderzoekers toegepaste methode kon later niet worden gereproduceerd, maar in 1969 lukte het onderzoekers van de Universiteit van Californië - Berkeley wel om rutherfordium te produceren door californium-249 te bombarderen met koolstofkernen.
{\displaystyle {\ce {^{249}_{98}Cf + ^{12}_{6}C -> ^{257}_{104}Rf + 4^{1}_{0}n}}}
De Amerikanen stelden Rutherfordium voor als benaming. Vanwege de naamcontroverse stond het element bekend als unnilquadium (Unq), maar in 1997 werd de naam rutherfordium alsnog door het IUPAC geratificeerd. De naam is afgeleid van de Nieuw-Zeelandse wetenschapper Ernest Rutherford.

## Toepassingen
Van rutherfordium zijn geen toepassingen bekend.

## Opmerkelijke eigenschappen
Rutherfordium is een uiterst radioactief element waarvan het instabielste isotoop een halveringstijd heeft van 65 seconden. De praktische toepassing ervan is daardoor minimaal. Rutherfordium is het eerste element uit de reeks van transactiniden en behoort tot groep 4 van het periodiek systeem. Vermoedelijk vertoont het in chemisch opzicht veel overeenkomsten met hafnium.

## Verschijning
Op aarde komt rutherfordium niet in de vrije natuur voor.

## Isotopen
| Stabielste isotopen | Stabielste isotopen | Stabielste isotopen | Stabielste isotopen | Stabielste isotopen | Stabielste isotopen |
| Iso                 | RA (%)              | Halveringstijd      | VV                  | VE (MeV)            | VP                  |
| ------------------- | ------------------- | ------------------- | ------------------- | ------------------- | ------------------- |
| 261Rf               | syn                 | 65 s                | α                   | 8,810               | 257No               |
| 265Rf               | syn                 | 13 u                |                     |                     |                     |
| 267Rf               | syn                 | 1,3u                |                     |                     |                     |

Alle rutherfordiumisotopen zijn kortlevend. De langstlevende isotoop is 265Rf met een halveringstijd van 13 uur.

## Toxicologie en veiligheid
Over de toxicologie van rutherfordium is niets bekend, maar omdat het een zwaar metaal betreft is het aannemelijk dat rutherfordium dezelfde toxische eigenschappen heeft als andere zware metalen. Overigens is de stralingstoxiciteit van rutherfordium waarschijnlijk groter dan de chemische toxiciteit.